# Uvariastrum
Uvariastrum es un género de plantas fanerógamas  perteneciente a la familia de las anonáceas. Tiene diez especies que son nativas de África occidental y meridional.

## Taxonomía
El género fue descrito por Engl. & Diels y publicado en Monographien afrikanischer Pflanzen-Familien und -Gattungen 6: 5, 31. 1901.  La especie tipo es:  Uvariastrum pierreanum

## Especies
| - Uvariastrum dependens - Uvariastrum elliotianum - Uvariastrum germainii - Uvariastrum hexaloboides - Uvariastrum insculptum | - Uvariastrum modestum - Uvariastrum neglectum - Uvariastrum pierreanum - Uvariastrum pynaertii - Uvariastrum zenkeri |